# Romans, Ain

Romans este o comună în departamentul Ain din estul Franței.